# Totenlaterne von Saint-Pierre-d’Oléron

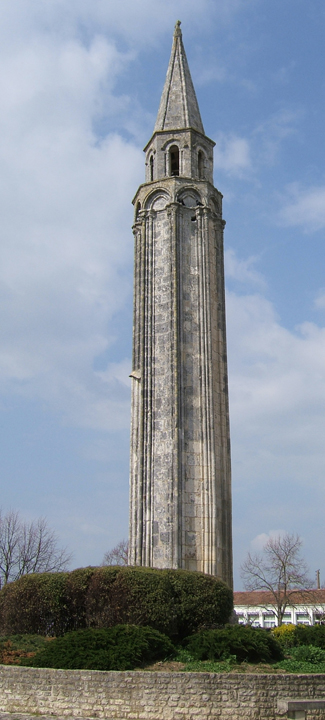
Die Totenlaterne von Saint-Pierre-d’Oléron hat einen oktogonalen gotischen Schaft und einen fünfeckigen Laternenaufsatz mit eher einfachen romanischen Stilformen. Sie endet in einem ebenfalls fünfseitigen Spitzhelm.

Die Totenlaterne von Saint-Pierre-d’Oléron (französisch Lanterne des morts de Saint-Pierre-d’Oléron) gehört zu dem – vor allem im Westen Frankreichs verbreiteten – Typus der Totenlaternen (im Deutschen manchmal auch ‚Totenleuchten‘ genannt); sie ist die höchste ihrer Art und gehört zu den bedeutendsten mittelalterlichen Monumenten des Landes. Bereits seit dem Jahr 1886 ist sie als Monument historique klassifiziert; in den Jahren 1906 und 1995 wurde sie umfassend restauriert.

## Lage
Die Totenlaterne steht am Nordostende einer Freifläche, dem ehemaligen Friedhof der Gemeinde, inmitten der Ortschaft Saint-Pierre-d’Oléron auf der Atlantikinsel Oléron.

## Funktion
Über die historische Funktion der Totenleuchten und den praktischen Umgang mit ihnen weiß man sehr wenig. Da sie auf Friedhöfen standen (bzw. in Einzelfällen noch stehen), vermutet man eine Beziehung zum (vermutlich christlichen) Totenkult. Ob in den Laternen ein Ewiges Licht brannte, oder ob nur an besonderen Tagen (z. B. an den christlichen Feiertagen Allerheiligen, Allerseelen und Karfreitag sowie an Begräbnistagen und Totengedenktagen) ein oder mehrere Lichter angezündet wurden, ist völlig unklar. Auch über die Art der Lichter (Fackeln, Kerzen oder ähnliches) ist nichts bekannt.

## Datierung
Die Totenlaterne von Saint-Pierre-d’Oléron zeigt deutliche hochgotische Elemente wie schlanke hohe Bündelpfeiler mit Kapitellen an den Ecken und leicht angespitzte Bögen am oberen Ende des Schafts. Der Laternenaufsatz zeigt dagegen eher romanische Stilformen. Diese Aspekte machen eine Datierung ins späte 12. oder frühe 13. Jahrhundert wahrscheinlich, als sich die Insel nach der Heirat von Eleonore von Aquitanien und Heinrich Plantagenet (1152) unter englischer Kontrolle befand.

## Architektonischer Aufbau
Die insgesamt etwa 25 Meter hohe Totenlaterne (die Höhenangaben variieren zwischen 23,40 und 28 Metern) von Saint-Pierre-d’Oléron besteht aus vier Teilen: einem heute unter einer Erdanschüttung verborgenen Sockelbereich, dem oktogonalen Schaft (ca. 4,50 Meter Durchmesser), der fünfeckigen Laterne (ca. 3,80 Meter Durchmesser) und einem pyramidalen – ebenfalls fünfseitigen – Dachaufbau mit einem nichtfigürlichen Kreuz an der Spitze. Auch das ehemalige Beinhaus des Friedhofs liegt unter der Erdanschüttung um den Sockelbereich.
Der Eingang und zwei kleine Fensteröffnungen zur Beleuchtung der innenliegenden Wendeltreppe (vis) liegen auf der Nordseite des Bauwerks. Etwa auf halber Höhe der Südseite befindet sich ein schmales Gesims, über dessen Zweck keine Klarheit besteht.
Die acht Ecken des gotischen Schafts sind mehrfach durch Pfeilervorlagen, Lisenen und eingestellte Säulen abgestuft und somit akzentuiert. Die fünfeckige Laterne zeigt im Kontrast dazu eher einfache romanische Formen mit Rundbögen, massiv wirkenden eingestellten Säulen ohne Kapitell und undekorierten vorgeblendeten Überfangbögen. Die längsdreieckigen Flächen des steinernen Spitzhelms werden von Wülsten gerahmt.

## Bedeutung
Mehr noch als die Hosianna-Kreuze Westfrankreichs sind die Totenlaternen eindrucksvolle, aber auch rätselhafte Zeugnisse des mittelalterlichen Volksglaubens, in welchem sich vor- oder außerchristliche Vorstellungen und Denkweisen mit biblisch-christlichen zu einer nur schwer auflösbaren Einheit vermischen.